# Sterlibaševo
Sterlibaševo (in russo Стерлибашево?; in baschiro Стәрлебаш) è un villaggio della Russia europea orientale, situato nella Repubblica autonoma della Baschiria; appartiene al rajon Sterlibaševskij, del quale è il centro amministrativo.